# Karl Korb von Weidenheim starší
Karl Korb von Weidenheim, někdy též uváděn s přídomkem senior nebo z Bezděkova, pro odlišení od mladšího jmenovce z Prahy (15. října 1812 Kunratice – 25. ledna 1880 Vídeň), byl rakouský šlechtic a politik německé národnosti z Čech, v 2. polovině 19. století poslanec Říšské rady a Českého zemského sněmu.

## Biografie
Jeho rodem byli Korbové z Weidenheimu. Patřilo mu panství Bezděkov. 20. července 1867 byl povýšen na barona. V roce 1869 zasedal ve výboru pro živnostenskou, průmyslovou, hospodářskou a lesnickou výstavu v Plzni. Je označován za národohospodářského odborníka. Od roku 1818 byl řádným členem c. k. vlastenecko-hospodářské společnosti za historicko-topografické pojednání o kunratickém statku. Roku 1827 zaslal zprávu o výsledku pokusů s hnojením umělými hnojivy, především sádrou, roku 1845 pojednání Rindviehseuche.
Zapojil se i do politiky. V doplňovacích volbách 31. října 1866 byl zvolen na Český zemský sněm za kurii obchodních a živnostenských komor, obvod Plzeň. V zemských volbách v lednu 1867 se poslancem nestal. Uspěl ale již v krátce poté konaných zemských volbách v březnu 1867. Nyní usedl na zemský sněm za kurii velkostatkářskou (nesvěřenecké velkostatky). Patřil ke Straně ústavověrného velkostatku, která byla proněmecky, provídeňsky a centralisticky orientovaná. Zemský sněm ho 13. dubna 1867 zvolil i do Říšské rady (tehdy ještě volené nepřímo) za kurii velkostatkářskou v Čechách. Rezignace na mandát byla oznámena 17. října 1868. Opětovně byl sněmem do Říšské rady delegován roku 1870. 8. listopadu 1870 složil slib. 22. listopadu 1870 pak byla jeho volba potvrzena. Uvádí se jako Freiherr Karl Korb sen. Uspěl rovněž v prvních přímých volbách do Říšské rady roku 1873, za velkostatkářskou kurii v Čechách. V parlamentu setrval do konce funkčního období v roce 1879. Zasedal v poslaneckém klubu levého středu (Strana ústavověrného velkostatku).
Dále působil na zemském sněmu. V zemských volbách roku 1872 byl zvolen za kurii velkostatkářskou, nesvěřenecké velkostatky (uváděn jako Karl Korb Freih v. Waidenheim). Byl sem zvolen i v zemských volbách roku 1878 (Freiherr Karl Korb v. Weidenheim sen.). Zasedal zde do své smrti roku 1880 (Freiherr Karl Korb v. Weidenheim senior).
Zemřel v lednu 1880 ve Vídni na vysílení. Tělo bylo převezeno do rodinné hrobky v Kunraticích.